# Edmund D. Montgomery

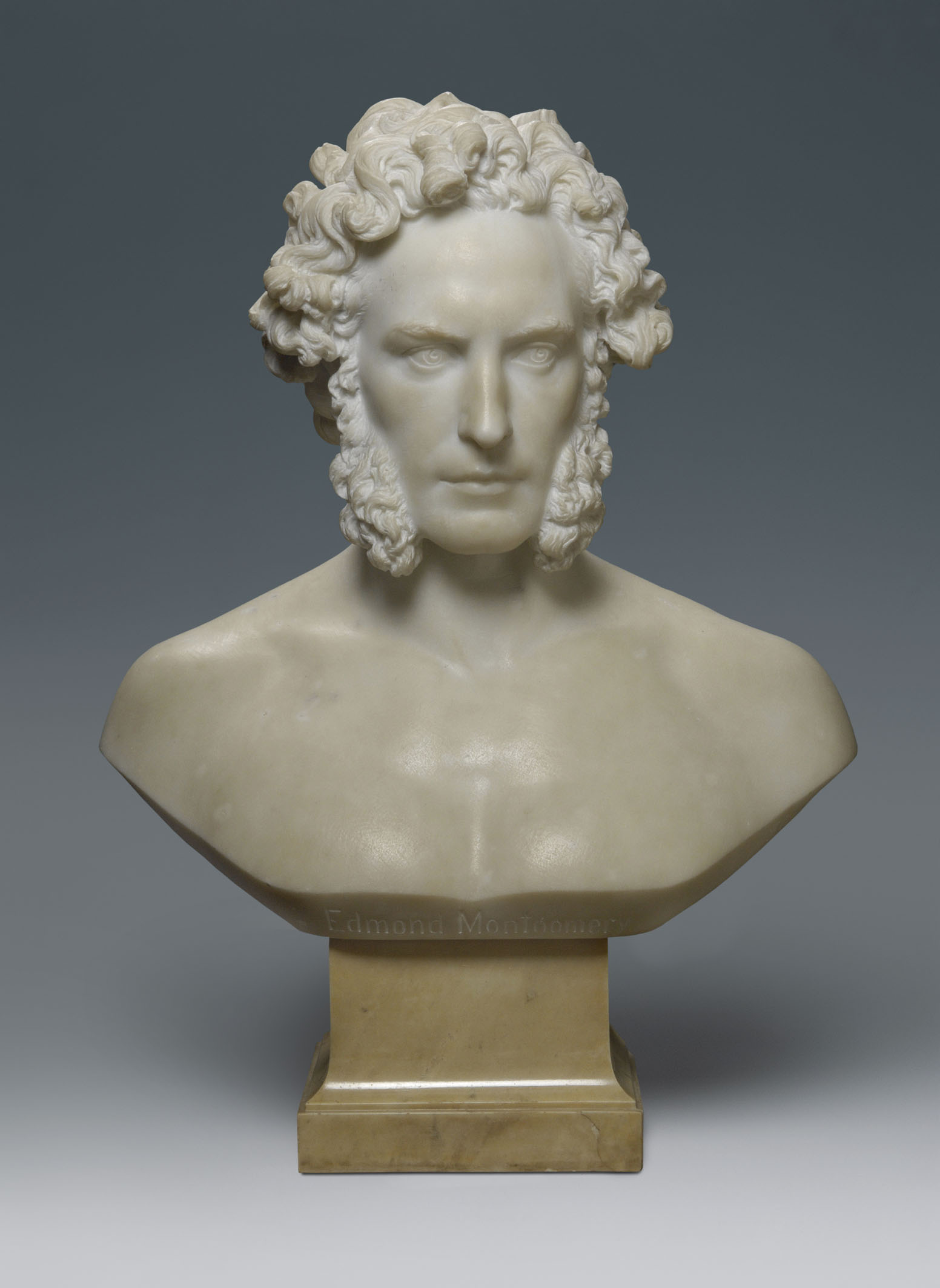
Elisabet Ney porträtierte ihren Gatten Montgomery auf Madeira 1863

Edmund Duncan Montgomery (* 19. März 1835 in Edinburgh; † 17. April 1911 in Austin, Texas) war ein schottischer Philosoph, Wissenschaftler und Arzt.

## Ausbildung und Beruf
Der gebürtige Schotte verließ bereits als Kleinkind zusammen mit seiner Mutter seine Heimat über Paris nach Frankfurt. Im Jahre 1852 nahm Montgomery an der Universität Heidelberg ein Studium der Medizin auf, das er am 18. Februar 1858 mit Promotion und Staatsexamen in Würzburg abschloss. Neben der Heilkunde interessierte er sich für Philosophie. Nach kurzem Aufenthalt in Prag (1858) und Wien (1859), fand er 1860 in London eine feste Anstellungen als Arzt und begann seine Forschungen zur Zellkunde. Im Dezember 1862 wurde er Mitglied des London Royal College of Physicians. Zu dieser Zeit war Montgomery allerdings bereits schwer an Tuberkulose erkrankt, die ihn zwang, im November 1863 zur Kur nach Madeira zu fahren.

## An der Seite von Elisabet Ney

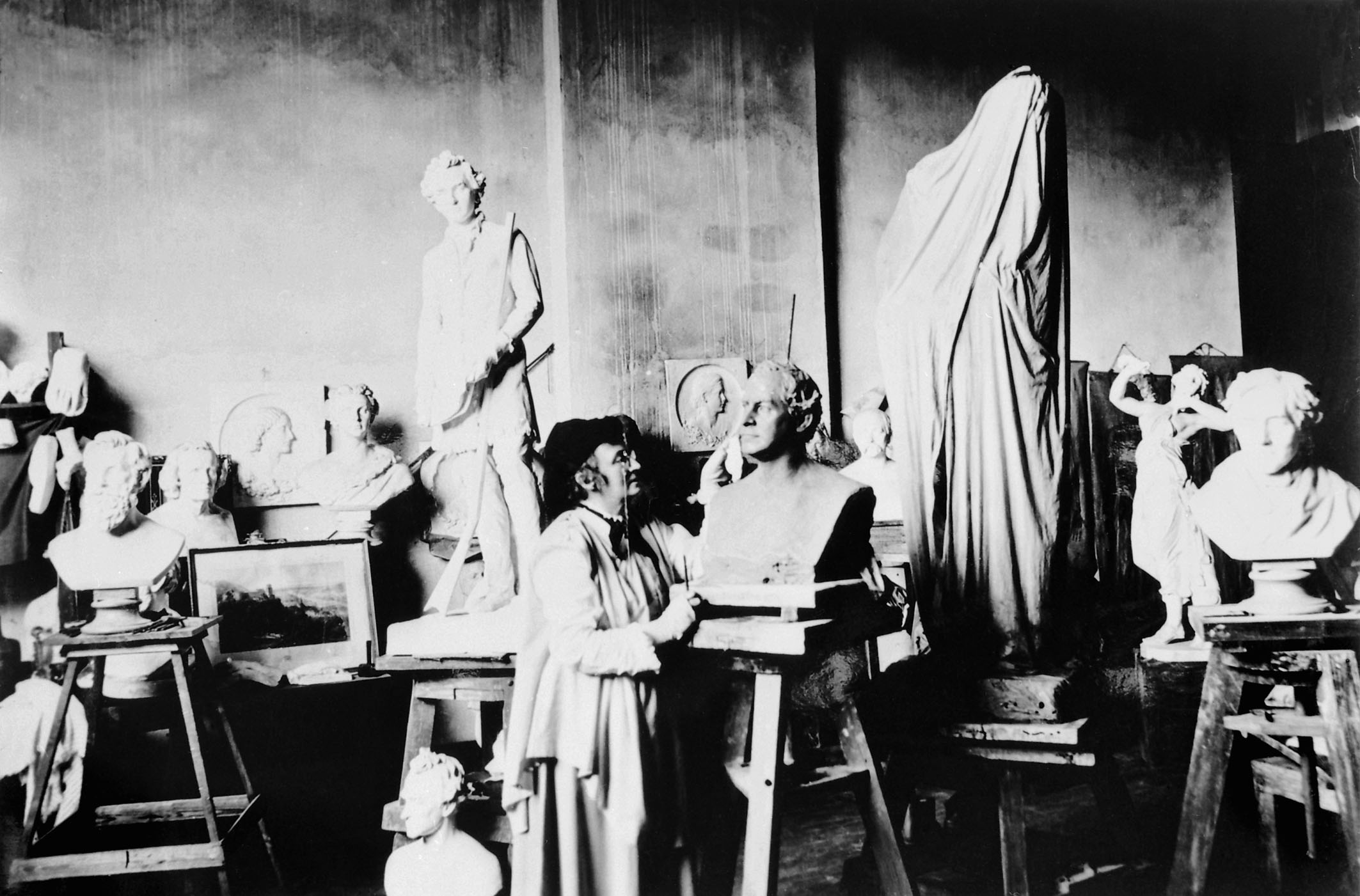
Elisabeth Ney in ihrem Atelier in Texas.

Bereits in Heidelberg hatte er sich in die junge Künstlerin Elisabet Ney verliebt. Die beiden heirateten auf Madeira am 7. November 1863. 1871 wanderte das Paar in die USA aus, wo beide zunächst in der Nähe von Thomasville (Georgia) eine kleine Farm bewirtschafteten. In Texas erwarb Montgomery in der Nähe von Hempstead die Liendo Plantation. Hier konnte Montgomery sich wieder ganz seinen Forschungen, der Philosophie, aber auch der Landwirtschaft und Viehzucht widmen. Er hat 1876 maßgeblich zur Entwicklung von Hempstead durch seine Beteiligung an der Gründung des „Agricultural and Mechanical College of Texas for Colored Youths“ beigetragen. 1878 eröffnet, war sie die erste staatlich unterstützte Schule in Texas, an der sich afroamerikanische Studierende einschreiben durften. Im September 1907, kurz nach Elisabets Tod, erlitt Montgomery einen Schlaganfall, der ihn zum Invaliden machte, aber nicht von der Abfassung seiner letzten Werke abhielt. Am 17. April 1911 starb der naturforschende Philosoph und wurde an der Seite seiner Frau in Liendo beigesetzt.